# Тевфік Рюштю Арас
Тевфік Рушту Арас (тур. Tevfik Rüştü Aras) (11 лютого 1883 Чанаккале, Османська імперія  — 5 січня 1972 Стамбул, Туреччина) — турецький політик, депутат Великих національних зборів Туреччини,Посол Туреччини у Великій Британії,міністр закордонних справ Туреччини за часів Ататюрка (1923–1938),один з учасників геноциду вірмен.

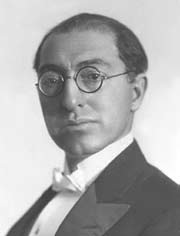
Тевфік Рушту Арас у 1930 році

## Ранні роки
Арас народився в 1883 році в Чанаккале.Він закінчив медичний факультет Бейрута.Він працював лікарем в Ізмірі, Стамбулі та Салоніках.З часом став членом Комітету єдності та прогресу, і під час свого членства зустрівся з Мустафою Кемалем Ататюрком, засновником Турецької Республіки.
У 1918 році він був членом Вищої комісії охорони здоров'я ( тур. Yüksek Sağlık Kurulu).
У той час він одружився з журналісткою Евліязаде Макбуле, яка була дочкою з заможної родини з Ізміра де він там деякий час працював.

## Політична кар'єра

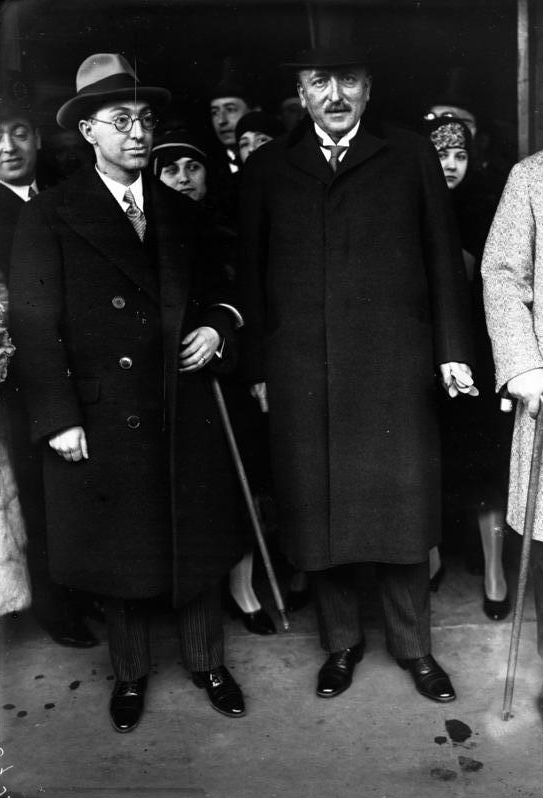
Тевфік Рушту Арас і Карл фон Шуберт у Берліні

Великі національні збори Туреччини (ВНЗ) були урочисто відкриті в 1920 році, а Арас був обраний до парламенту від міста Мугли.
Під час свого першого періоду на посаді члена парламенту його було призначено до Суду незалежності міста Кастамону після перемоги у війні за незалежніть.
Восени 1920 року він став одним із засновників Комуністичної партії Туреччини та просував ідеї комунізму у державу.Тевфік Рушту відвідав Російську Радянську Федеративну Соціалістичну Республіку разом з Алі Фуатом Джебесоєм, коли пана Джебесоя було призначено Турецьким послом у Москві.
Він обіймав посаду депутата парламенту від Ізміра у другому, третьому, четвертому та п'ятому періодах правління Великої національної партії (ВНТ), між 1923 і 1939 роками.
Коли 4 березня 1925 року набув чинності Закон про підтримання порядку, він став міністром закордонних справ у третьому уряді Ісмета Іненю.

### Кар'єра за кордоном
Він залишався на посаді, зберігаючи свої посади в усіх кабінетах міністрів, до самої смерті Ататюрка.Він впроваджував зовнішню політику та ідеї Ататюрка,підтримував добрі стосунки із сусідніми країнами та протистояв гегемоністським державам.Він тричі відвідував СРСР на запрошення Максима Літвінова, народного комісара закордонних справ Радянського Союзу.Ці візити відбулися у 1926 році у (Українська-РСР Одеса), а також у 1936 та 1937 роках (Російська-РФСР Москва).
У 1933 році він зустрівся з прем'єр-міністром Болгарії Ніколою Мушановим у Пловдіві через інцидент у Разграді, де було здійснено напад на турецький цвинтар.Арас стверджував, що ситуація стабілізувалася, а інцидент був спробою провокації для погіршення відносин між державами.
Арас був обраний президентом Ліги Націй під час Спеціальної сесії Асамблеї, скликаної з метою розгляду прохання Королівства Єгипет про вступ до Ліги Націй у місті Женеві 26– 27 травня 1937 року.
Він вважається єдиним президентом Ліги Націй, який обіймав цю посаду лише протягом однієї доби,це стало унікальним випадком в історії організації.
Його було звільнено з посади міністра закордонних справ одразу після смерті Ататюрка новим главою республіки Ісметом Іненю.
Арас та Іненю мали різні погляди на зовнішню політику, особливо у відносинах з СРСР.Іненю вважав, що Арас був більш лояльним до Ататюрка,ніж до уряду та безпосередньо з ним керував зовнішніми справами, а також, нарешті, Іненю підозрював Араса у лобіюванні проти нього перед виборами глави республіки.Цей конфлікт спонукав Араса зайняти своє місце в опозиції до Іноню.

### Скандал у партії
Він підтримував створення Демократичної партії Туреччини (ДП), але невдовзі був звільнений з партії після спроби включити соціалістичні ідеї до програми партії потипу ідеї соціал-демократії і тд.Він виступав за примирливу політику щодо Радянського Союзу, з якою Демократична партія не погодилася,через що трапився між партійний скандал.
Потім він також брав участь у створенні партії «Нова Туреччина» в 1961 році.
Арас був призначений послом Туриччини у Великій Британії в 1939 році, після того як його було усунуто,він залишався в Лондоні протягом трьох з половиною років.Він пішов у відставку в 1943 році та опублікував кілька оповідань у стамбульській пресі (особливо в газеті «Тан»). Він обійняв посаду голови правління турецького банку «Turkiye Is Bankasi».
Промову, яку він виголосив під час свого міністерського періоду, зібрані в книзі під назвою «10 років у пошуках Лозанни» (тур. Lozan'ın izlerinde 10 yıl) паном Нуманом Менеменджиоглу у 1937 році.
Він також зібрав свої оповідання (опубліковані в щоденній пресі між 1945 і 1963 роками) у книгу під назвою «Мої погляди» (тур. Görüşlerim).

## Роль у геноциді вірменського народу
Тевфік Рушту Арас був зятем Назіма Бея тодішнього міністра освіти, одного з головних організаторів геноциду вірмен на території Османської імперії.Тевфік Рушту Арас став генеральним інспектором охорони здоров'я та отримав завдання знищити тіла жертв.
Він організував утилізацію вірменських трупів за допомогою тисяч кілограмів вапна протягом шести місяців. Тіла скидали в колодязі, які потім заповнювали вапном і запечатували ґрунтом. Тевфіку Рушту Арасу дали шість місяців на виконання завдання, після чого він повернеться до Стамбулу.
Г. В. Глокнер, британський військовополонений,писав у своїх мемуарах, що бачив, як тіла вбитих вірмен в Урфі (нині місто Шанлиурфа) скидали у великі рови та засипали вапном, саме так, як було наказано зробити Тевфіку Рушту Арасу.
У 1926 році, після прийняття «Закону про поселення», спрямованого на поділ районів з курдською більшістю у східних провінціях, Арас виправдав депортації британському адміністратору Іраку серу Генрі Доббсу.
Доббс записав, як Арас сказав, що уряд «рішуче налаштований витіснити курдів з їхніх долин, найбагатшої частини Туреччини на сьогодні, і поселити там турецьких селян», додавши, що з курдами «слід поводитися так само, як і з вірменами». Арас, очевидно, виправдовував цей аргумент: «Курди протягом багатьох поколінь будуть нездатними до самоврядування... Він завжди казав задовго до війни, що Туреччина повинна позбутися албанців, болгар та арабів і повинна стати більш однорідною».

## Особисте життя
У нього була дочка від шлюбу з Евліязаде Макбуле на ім'я Емель,яка пізніше вийшла заміж за Фатіна Рушту Зорлу, міністра закордонних справ з 1957 по 1960 рік.
Він помер 5 січня 1972 року в Стамбулі  і був похований на кладовищі Асіян Асрі,яке знаходиться у Бебеку.